# Русистика
Руси́стика — комплекс наук о русском языке, русской культуре, русской литературе, русском народе, русской истории. В разговорном употреблении термин «русистика» используется как сокращённое наименование для лингвистической русистики.
Русистика охватывает изучение русского языка и литературы, методику преподавания этих дисциплин, изучение русской речевой культуры и коммуникации носителей русского языка с носителями других языков. Русистика является составной частью славистики.

## Русистика за пределами России
Зарождение русистики как научной дисциплины в США приходится на 1920-е годы. Одним из её основоположников был Михаил Карпович, ученик историка Василия Ключевского, эмигрировавший в США. У Карповича обучались многие американские исследователи России. Ведущими центрами русистики в США сразу стали Гарвард, где в 1927—1957 годах преподавал Карпович, и Калифорнийский университет в Беркли. Громадный импульс русистика в США получила с началом Великой Отечественной войны, в результате чего США стали одним из ведущих мировых центров русистики. С переходом к холодной войне интерес к России в США только возрастал, русистика, включая сюда и советологию, испытала в западном мире заметный подъём.

### С 2014 — после начала российско-украинской войны 2014
Политолог и исследователь России и Украины Тарас Кузьо говорит о кризисе в исследованиях России с 2014 года, после начала войны России с Украиной. Кузьо отмечает несколько проблем: западные историки рассматривают историю Украины не самостоятельно, но в рамках имперской истории России; Крым «всегда был российским», а коренные его жители — русские, не татары; преуменьшение роли национализма и империализма в путинской России и одновременное преувеличение влияния национализма в Украине после Евромайдана.

### С 2022 — после полномасштабного вторжения в Украину
Российское вторжение в Украину 2022 года вызвало новую волну интереса к истории России на Западе. Исследователи занялись переоценкой того, как они изучают и обучают истории России и всего славянского региона, переосмысляют имперскую и колониальную историю России. Так, Ассоциация славянских, восточноевропейских и евразийских исследований темой своей конференции 2023 года «деколонизацию» — переоценку сложившихся центрированных на России подходов к изучению проблематики. Политолог и директор Американской Ассоциации Украинских Исследований Оксана Шевел передает мнение многих исследователей региона о том, что исследователи не уделяли внимание ущербу, нанесенному российским империализмом и колониализмом, вместо этого подчеркивая «модернизацию, образование и индустриализацию», принесенную Россией. Славист Виталий Чернетский и политолог Эрика Марат говорят, что работам исследователей из российских регионов и стран за пределами России не уделяется достаточное внимание. Украине была дана неверная оценка, именно поэтому многие считали Украину «разделенной» нацией со слабой национальной идентичностью и ожидали быстрого захвата Киева российской армией в начале 2023 года.
Многие отмечают, что России придавалось слишком много внимания в ущерб колонизированным нациям и регионам, таким как Украина, Кавказ, Центральная Азия, а также этническим меньшинствам в самой России. Сторонники подхода «деколонизации» призывают уделять больше внимания мнениям этих меньших наций и регионов.
Бывший председатель кафедры славянских исследований Колумбийского университета Кларенс Мэннинг ещё в 1957 году назвал причиной этого то, что исследования о России в США были под большим влиянием исследователей из России.